# Liste antiker Monolithen

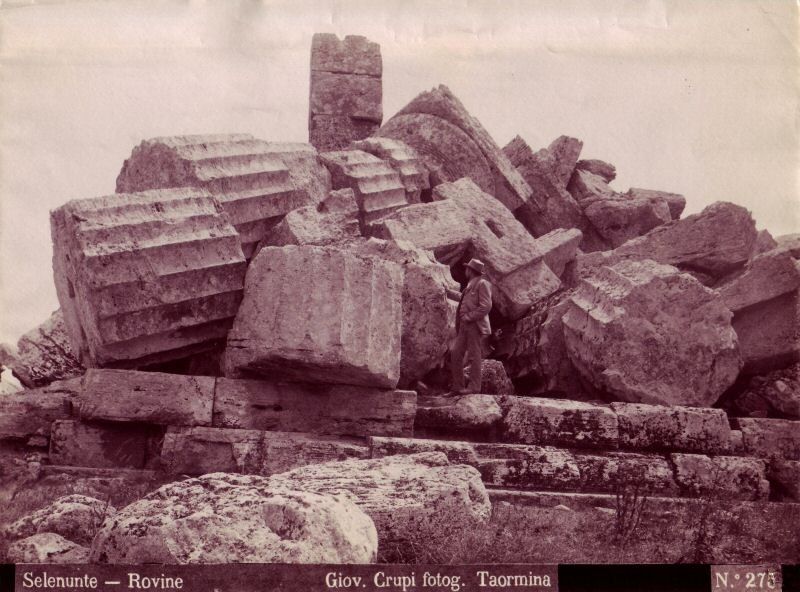
Ein Mann inmitten der eingestürzten Riesensäulen eines griechischen Tempels im sizilischen Selinunt

Die Liste antiker Monolithen umfasst Monolithen aller Art aus der Zeit der Antike (etwa von 800 v. Chr. bis ca. 600 n. Chr.), die in altgriechischen (ca. 900 v. Chr.–100 n. Chr.) und römischen Bauwerken (ca. 500 v. Chr.–400 n. Chr.) verbaut wurden; auch monolithische Skulpturen wie Kolossalstatuen werden aufgeführt.
Der Transport vom Steinbruch an den Bestimmungsort wurde über den Land- und vorzugsweise Wasserweg durchgeführt, wobei häufig eigens für den Anlass Trägerschiffe wie die Obeliskenschiffe gezimmert wurden. Zur vertikalen Beförderung an der Baustelle lösten seit dem späten 6. Jahrhundert v. Chr. antike Kräne mit Flaschenzug, wie sie etwa bei der Errichtung der Trajanssäule zum Einsatz kamen, die ältere Rampentechnik ab.
Da Monolithen nur in den seltensten Fällen tatsächlich gewogen wurden, beruhen die Gewichtsangaben auf Schätzungen des Volumens und der Dichte der Steine (Gewicht = Volumen × Dichte), weswegen die in der Fachliteratur genannten Werte mitunter starken Abweichungen unterliegen. Die Hauptquelle für das griechische Zeitalter, J. J. Coulton, legt einheitlich 2,75 t/m³ für Marmor und 2,25 t/m³ für andere Gesteinsarten zugrunde.

## Griechische Monolithen
Eine Auswahl griechischer Monolithen:
| Bauzeit          | Bauwerk / Objekt | Ort | Region | Monolith | Gewicht (in t) | Bemerkung | |
| ---------------- | --- | --- | --- | --- | --- | --- | --- |
| ≈1250 v. Chr.    | Löwentor von Mykene | Mykene | Griech. Festland | Türsturz | 00≈ 20 | die Mykenische Kultur gehört nicht zur klassischen antiken Griechischen Architektur, wird aber manchmal zur Antike dazugezählt                           | |
| ≈650 v. Chr.     | Statue der Nikandre | Delos | Griech. Inseln | Statue | ≈000 0.25 | | |
| ≈650 v. Chr.     | Befestigungsmauer | Leontinoi | Sizilien | Mauerblöcke | ≈000 1.75 | | |
| ≈640 v. Chr.     | Tempel des Poseidon | Isthmus | Griech. Festland | Mauerblöcke | ≈000 0.5 | | |
| ≈630 v. Chr.     | Tempel A | Prinias | Kreta | Friesplatte | ≈000 0.5 | | |
| ≈610–590 v. Chr. | Sounion-Kouros | Sounion | Griech. Festland | Statue | 000≈ 2 | | |
| ≈610–590 v. Chr. | Koloss der Naxier | Delos | Griech. Inseln | Basis | ≈00 34 | | |
| ≈610–590 v. Chr. | Koloss der Naxier | Delos | Griech. Inseln | Statue | 00≈ 23 | | |
| ≈590–580 v. Chr. | Tempel der Artemis | Korfu | Griech. Inseln | Giebelplatte, mittlere | ≈000 3.25 | | |
| ≈590–580 v. Chr. | Tempel der Artemis | Korfu | Griech. Inseln | Architravblock | ≈000 5 oder 6,25 | | |
| ≈565 v. Chr.     | Tempel des Apollon | Syrakus | Sizilien | Stylobatblock | ≈00 24 | | |
| ≈565 v. Chr.     | Tempel des Apollon | Syrakus | Sizilien | Säulenschaft | ≈00 35 | | |
| ≈565 v. Chr.     | Tempel des Apollon | Syrakus | Sizilien | Architravblock | ≈00 20.25 | | |
| ≈555 v. Chr.     | Olympieion | Syrakus | Sizilien | Stylobatblock | ≈00 20.25 | | |
| ≈560–550 v. Chr. | Artemistempel | Ephesos | Kleinasien | Architravblock, mittlerer | ≈00 41.25 | | |
| ≈550–530 v. Chr. | Tempel C | Selinunt | Sizilien | Stylobatblock | ≈00 12.5 | | |
| ≈550–530 v. Chr. | Tempel C | Selinunt | Sizilien | Architravblock | ≈00 16 | | |
| ≈540 v. Chr.     | Tempel des Apollon | Korinth | Griech. Festland | Säulenschaft | ≈00 26 | | |
| ≈540 v. Chr.     | Tempel des Apollon | Korinth | Griech. Festland | Architravblock | ≈00 10 | | |
| ≈535 v. Chr.     | Tempel D | Selinunt | Sizilien | Architravblock | ≈00 13.75 | | |
| ≈525 v. Chr.     | Tempel FS | Selinunt | Sizilien | Architravblock | ≈00 21 | | |
| ≈520 v. Chr.     | Kouros von Apollonas | Naxos | Griech. Inseln | Statue | 00≈ 69 | | |
| ≈520 v. Chr.     | Tempel des Apollon | Naxos | Griech. Inseln | Sturzblock | ≈00 22 | | |
| ≈520 v. Chr.     | Tempel des Apollon | Naxos | Griech. Inseln | Türschwelle | ≈00 22.25 | | |
| ≈520 v. Chr.     | Tempel in Parikia | Paros | Griech. Inseln | Sturzblock | 00≈ 22 | | |
| ≈520–409 v. Chr. | Tempel des Apollon ('GT') | Selinunt | Sizilien | Säulentrommel in Steinbruch (Cave di Cusa) | ≈00 73 | | |
| ≈520–409 v. Chr. | Tempel des Apollon ('GT') | Selinunt | Sizilien | Architravblock | ≈00 40 | | |
| ≈520–409 v. Chr. | Tempel des Apollon ('GT') | Selinunt | Sizilien | Gesimsblock | ≈00 12.5 | | |
| ≈515 v. Chr.     | Man nimmt an, dass zu dieser Zeit die Krantechnik auf griechischen Baustellen Einzug hielt, was zu einer drastischen Reduzierung der Blockgrößen führte. | Man nimmt an, dass zu dieser Zeit die Krantechnik auf griechischen Baustellen Einzug hielt, was zu einer drastischen Reduzierung der Blockgrößen führte. | Man nimmt an, dass zu dieser Zeit die Krantechnik auf griechischen Baustellen Einzug hielt, was zu einer drastischen Reduzierung der Blockgrößen führte. | Man nimmt an, dass zu dieser Zeit die Krantechnik auf griechischen Baustellen Einzug hielt, was zu einer drastischen Reduzierung der Blockgrößen führte. | Man nimmt an, dass zu dieser Zeit die Krantechnik auf griechischen Baustellen Einzug hielt, was zu einer drastischen Reduzierung der Blockgrößen führte. | Man nimmt an, dass zu dieser Zeit die Krantechnik auf griechischen Baustellen Einzug hielt, was zu einer drastischen Reduzierung der Blockgrößen führte. | Man nimmt an, dass zu dieser Zeit die Krantechnik auf griechischen Baustellen Einzug hielt, was zu einer drastischen Reduzierung der Blockgrößen führte. |
| ≈515 v. Chr.     | Olympieion | Athen | Griech. Festland | Säulentrommel | ≈000 9 | | |
| ≈500–406 v. Chr. | Olympieion | Akragas | Sizilien | Abakusblock, mittlerer | ≈00 11.5 | | |
| ≈500–406 v. Chr. | Olympieion | Akragas | Sizilien | Architravblock | ≈000 9.25 | | |
| ≈500–406 v. Chr. | Olympieion | Akragas | Sizilien | Architravblock | ≈00 11 | | |
| ≈500–406 v. Chr. | Olympieion | Akragas | Sizilien | Architravblock | ≈00 14 | | |
| ≈500–406 v. Chr. | Olympieion | Akragas | Sizilien | Metopeblock, unterer (Ecke) | ≈00 13.5 | | |
| ≈500–406 v. Chr. | Olympieion | Akragas | Sizilien | Gesimsblock | ≈00 11.5 | | |
| ≈500 v. Chr.     | Aphaiatempel | Ägina | Griech. Inseln | Säulenschaft | ≈000 6 | | |
| ≈480–460 v. Chr. | Tempel ER | Selinunt | Sizilien | Architravblock | ≈00 17 | | |
| ≈468–457 v. Chr. | Zeustempel | Olympia | Griech. Festland | Stylobatblock | ≈000 8.5 | | |
| ≈468–457 v. Chr. | Zeustempel | Olympia | Griech. Festland | Architravblock | ≈00 16.5 | | |
| ≈460 v. Chr.     | 'Poseidontempel' | Paestum | Magna Graecia | Architravblock | ≈00 11.5 | | |
| ≈448–437 v. Chr. | Parthenon | Athen | Griech. Festland | Architravblock | ≈000 9.5 | | |
| ≈448–437 v. Chr. | Parthenon | Athen | Griech. Festland | Sturzblock, größter | ≈000 9 | | |
| ≈437–432 v. Chr. | Propyläen | Athen | Griech. Festland | Architravblock, mittlerer | ≈00 12.5 | | |
| ≈437–432 v. Chr. | Propyläen | Athen | Griech. Festland | Sturzblock, größter | ≈00 12.25 | | |
| ≈437–432 v. Chr. | Propyläen | Athen | Griech. Festland | Sturzblock, Entlastungs- | ≈000 8.75 | | |
| ≈437–432 v. Chr. | Propyläen | Athen | Griech. Festland | Deckbalken, westliches Vordach | ≈00 10 | | |
| ≈421–405 v. Chr. | Erechtheion | Athen | Griech. Festland | Block über Pandroseion | ≈00 11.5 | | |
| ≈421–405 v. Chr. | Erechtheion | Athen | Griech. Festland | Sturzblock, Nordeingang | ≈000 7.25 | | |
| ≈421–405 v. Chr. | Erechtheion | Athen | Griech. Festland | Deckbalken, nördliches Vordach | ≈00 10 | | |
| ≈420 v. Chr.     | Tempel von Segesta | Segesta | Sizilien | Architravblock | ≈00 12.5 | | |
| ≈366–326 v. Chr. | Tempel des Apollon | Delphi | Griech. Festland | Architravblock | ≈000 9.25 | | |
| ≈340 v. Chr.     | Zeustempel | Nemea | Griech. Festland | Architravblock | ≈000 6.75 | | |
| ≈340 v. Chr.     | Zeustempel | Nemea | Griech. Festland | Sturzblock | ≈000 8.75 | | |
| ≈350 v. Chr.     | Ausgehend von Ionien erreichten die bewegten Lasten wieder das archaische Niveau, was auf eine sichere Beherrschung des Flaschenzugs hindeutet.          | Ausgehend von Ionien erreichten die bewegten Lasten wieder das archaische Niveau, was auf eine sichere Beherrschung des Flaschenzugs hindeutet.          | Ausgehend von Ionien erreichten die bewegten Lasten wieder das archaische Niveau, was auf eine sichere Beherrschung des Flaschenzugs hindeutet.          | Ausgehend von Ionien erreichten die bewegten Lasten wieder das archaische Niveau, was auf eine sichere Beherrschung des Flaschenzugs hindeutet.          | Ausgehend von Ionien erreichten die bewegten Lasten wieder das archaische Niveau, was auf eine sichere Beherrschung des Flaschenzugs hindeutet.          | Ausgehend von Ionien erreichten die bewegten Lasten wieder das archaische Niveau, was auf eine sichere Beherrschung des Flaschenzugs hindeutet.          | Ausgehend von Ionien erreichten die bewegten Lasten wieder das archaische Niveau, was auf eine sichere Beherrschung des Flaschenzugs hindeutet.          |
| ≈310 v. Chr.     | Tempel des Apollon | Didyma | Kleinasien | Türschwelle | ≈00 46.75 | | |
| ≈310 v. Chr.     | Tempel des Apollon | Didyma | Kleinasien | Sturzblock | ≈00 48 | | |
| ≈310 v. Chr.     | Tempel des Apollon | Didyma | Kleinasien | Türpfosten | ≈00 71.5 | | |
| ≈170 v. Chr.     | Olympieion | Athen | Griech. Festland | Architravblock, größter | ≈00 23.25 | | |

## Römische Monolithen
Eine Auswahl römischer Monolithen; die Liste führt auch Bauarbeiten an griechischen Tempeln auf, die in der römischen Epoche fortgeführt wurden, sowie pharaonische Obelisken, die aus Ägypten herantransportiert wurden.
| Bauzeit        | Bauwerk / Objekt           | Ort             | Region              | Monolith                                 | Gewicht (in t) | Bemerkung |
| -------------- | -------------------------- | --------------- | ------------------- | ---------------------------------------- | -------------- | --- |
| 1. Jh. v. Chr. | Apollon-Statue             | Vitr. 10.2.13   |                     | Basis                                    | ≈00 51?        | |
| 10 v. Chr.     | Obelisco Flaminio          | Rom             | Italia              | Obelisk                                  | ≈1 263         | Aus Aegyptus mit Obeliskenschiff |
| 10 v. Chr.     | Obelisco di Montecitorio   | Rom             | Italia              | Obelisk                                  | ≈1 230         | Aus Aegyptus mit Obeliskenschiff |
| 37–41 n. Chr.  | Vatikanischer Obelisk      | Rom             | Italia              | Obelisk                                  | ≈1 361         | Aus Aegyptus mit Obeliskenschiff |
| 1.–2. Jh.      | Stein der schwangeren Frau | Baalbek         | Syria (Libanon)     | Mauerstein unverbaut, noch im Steinbruch | ≈ 1000         | auch Stein des Südens genannt |
| 100?           | Unbenannter Monolith I     | Baalbek         | Syria (Libanon)     | Mauerstein unverbaut, noch im Steinbruch | ≈ 1242         | zweitgrößter menschengemachter Monolith aller Zeiten, im gleichen Steinbruch wie Stein des Südens                                             |
| 100?           | Unbenannter Monolith II    | Baalbek         | Syria (Libanon)     | Mauerstein unverbaut, noch im Steinbruch | ≈ 1650         | größter menschengemachter Monolith aller Zeiten, im gleichen Steinbruch wie Stein des Südens                                                  |
| 1.–2. Jh.      | Jupitertempel              | Baalbek         | Syria (Libanon)     | Mauersteine im Podium                    | ≈∅ 350         | sieben Mauersteine im Podium des Jupitertempels, Steinlage unter Trilith                                                                      |
| 1.–2. Jh.      | Jupitertempel              | Baalbek         | Syria (Libanon)     | Mauersteine im Podium                    | ≈∅ 800         | drei Mauersteine („Trilith“ genannt) im Podium des Jupitertempels                                                                             |
| 1.–2. Jh.      | Jupitertempel              | Baalbek         | Syria (Libanon)     | Säulentrommel, untere                    | ≈00 48.5       | |
| 1.–2. Jh.      | Jupitertempel              | Baalbek         | Syria (Libanon)     | Architrav-Friesblock, mittlerer          | ≈00 63         | Mit Kränen 19 m emporgehoben |
| 1.–2. Jh.      | Jupitertempel              | Baalbek         | Syria (Libanon)     | Gesimsblock, Eck-                        | ≈1 108         | Mit Kränen 19 m emporgehoben |
| 1.–3. Jh.      | Granitsäule                | Mons Claudianus | Aegyptus (Ägypten)  | Säulenschaft im Steinbruch               | ≈1 207         | |
| 113            | Trajanssäule               | Rom             | Italia              | Piedestal                                | 00≈ 77         | |
| 113            | Trajanssäule               | Rom             | Italia              | Basis                                    | ≈00 55         | |
| 113            | Trajanssäule               | Rom             | Italia              | Säulentrommel, typische                  | 00≈ 32         | |
| 113            | Trajanssäule               | Rom             | Italia              | Kapitell                                 | ≈00 53.3       | Mit Kränen 34 m emporgehoben |
| 2. Jh.?        | Tempel des Apollon         | Didyma          | Kleinasien (Türkei) | Architravblock                           | ≈00 20.5       | |
| 297            | Pompeiussäule              | Alexandria      | Aegyptus (Ägypten)  | Säulenschaft                             | ≈1 285         | |
| 306–313        | Maxentiusbasilika          | Rom             | Italia              | Säulenschaft                             | ≈1 103         | |
| 357            | Lateranischer Obelisk      | Rom             | Italia              | Obelisk                                  | ≈1 500         | Aus Aegyptus mit Obeliskenschiff |
| 530            | Mausoleum des Theoderich   | Ravenna         | Italia              | Kuppeldach                               | ≈1 230         | Errichtet durch die Ostgoten, zählt nicht mehr zur klassischen Römischen Architektur, aber teils noch zur Antike, siehe auch: Ende der Antike |

## Galerie

### Griechische Monolithen

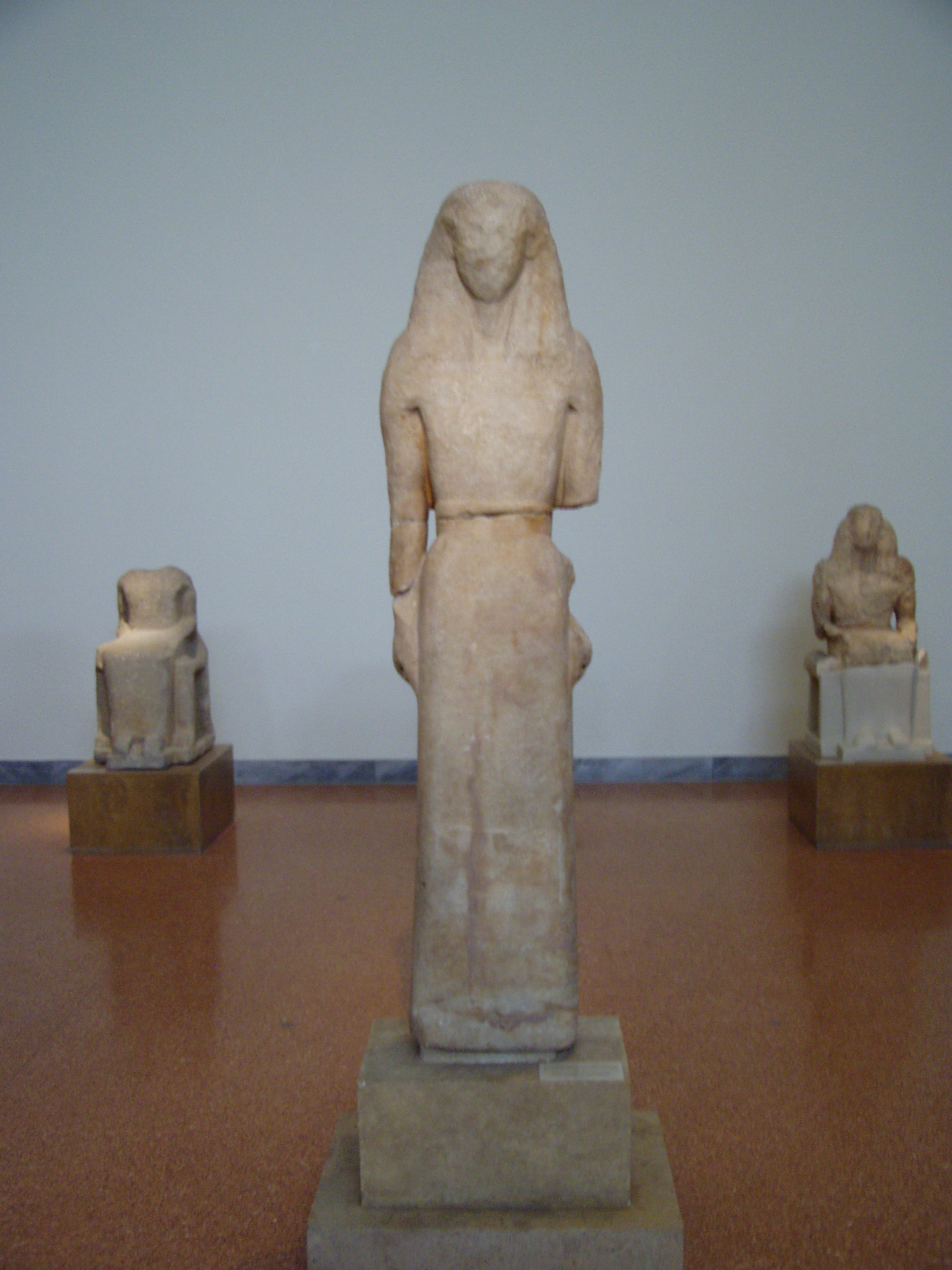
Statue der Nikandre (0,25 t)
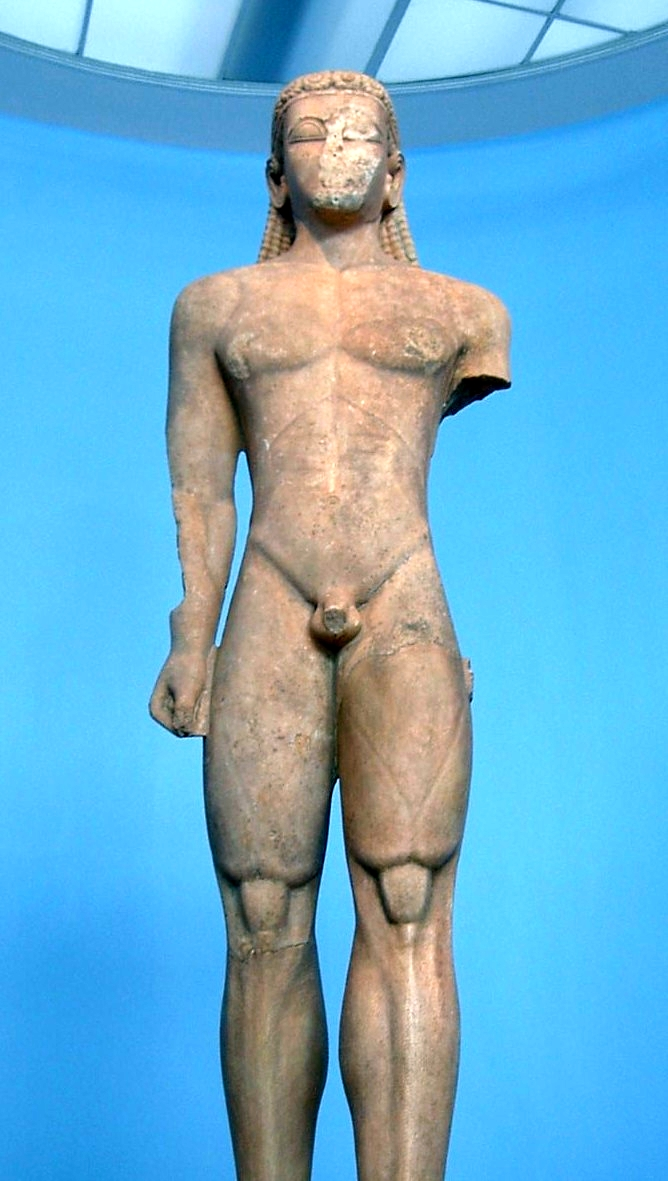
Sounion-Kouros (≈2 t)
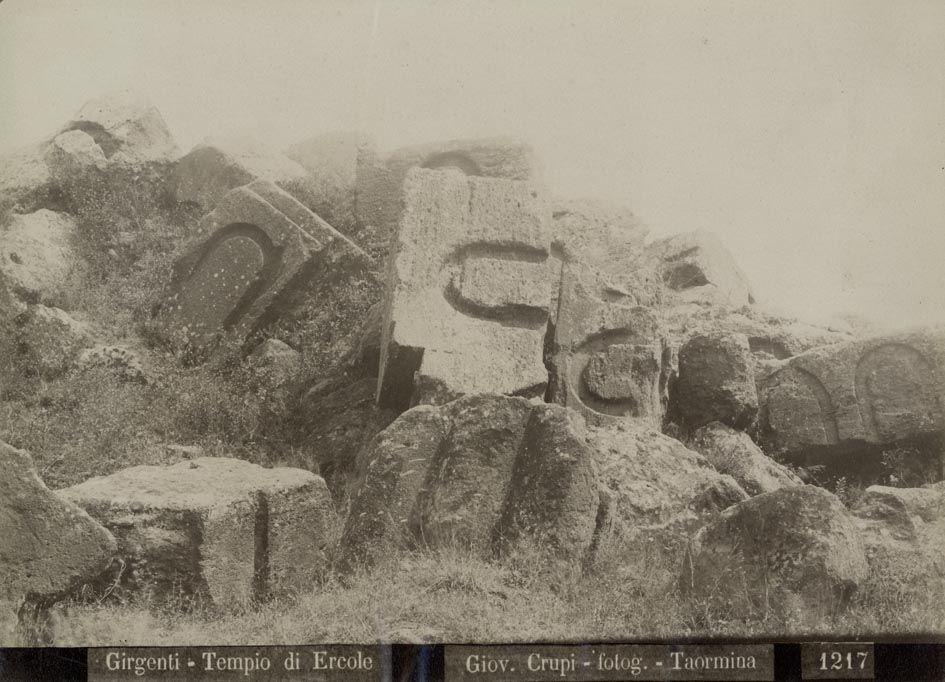
Die U-förmigen Auskehlungen an den Schmalseiten der Steinblöcke (hier des Heraklestempels) weisen auf den Einsatz von Kränen hin.
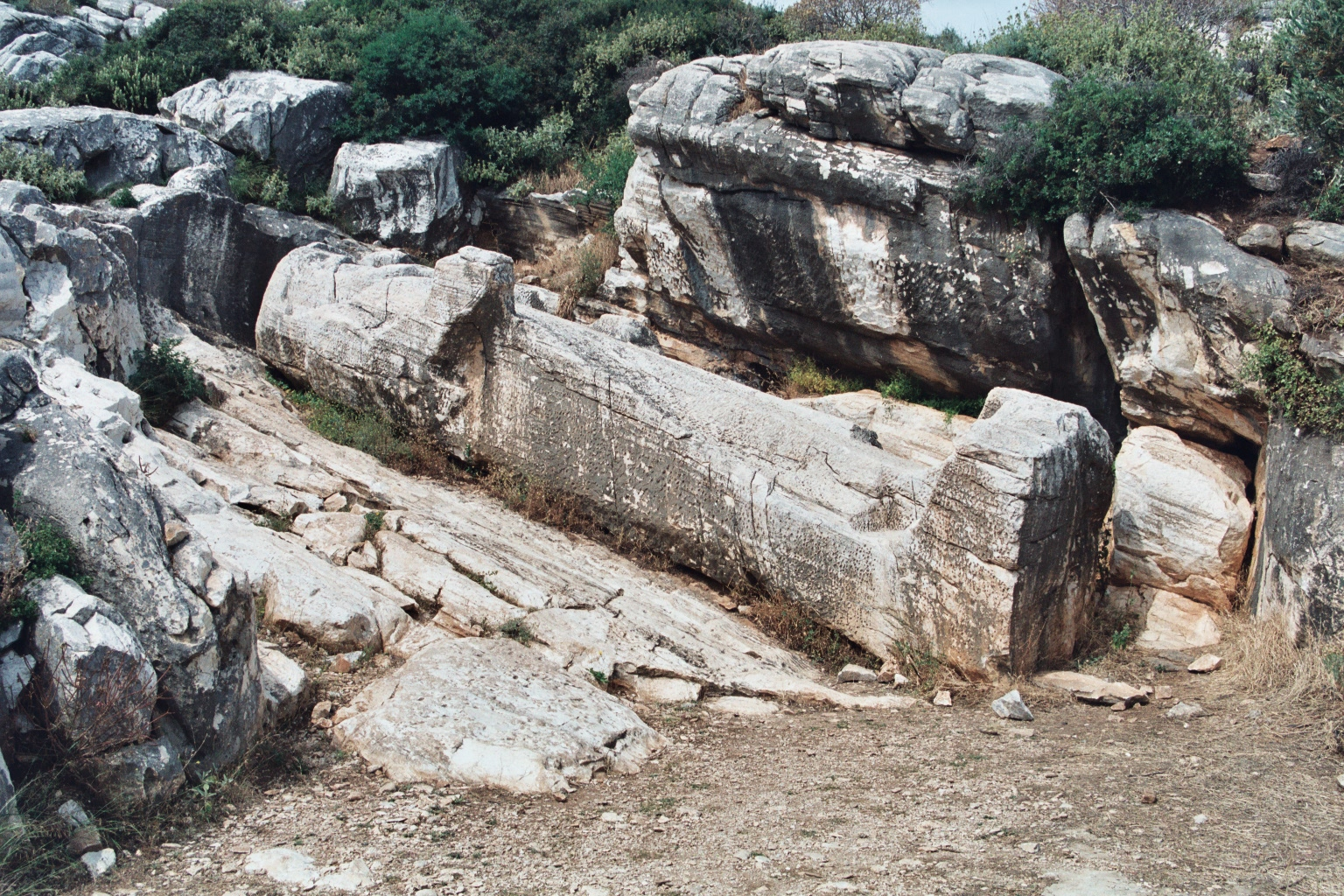
Kouros von Apollonas (≈69 t)
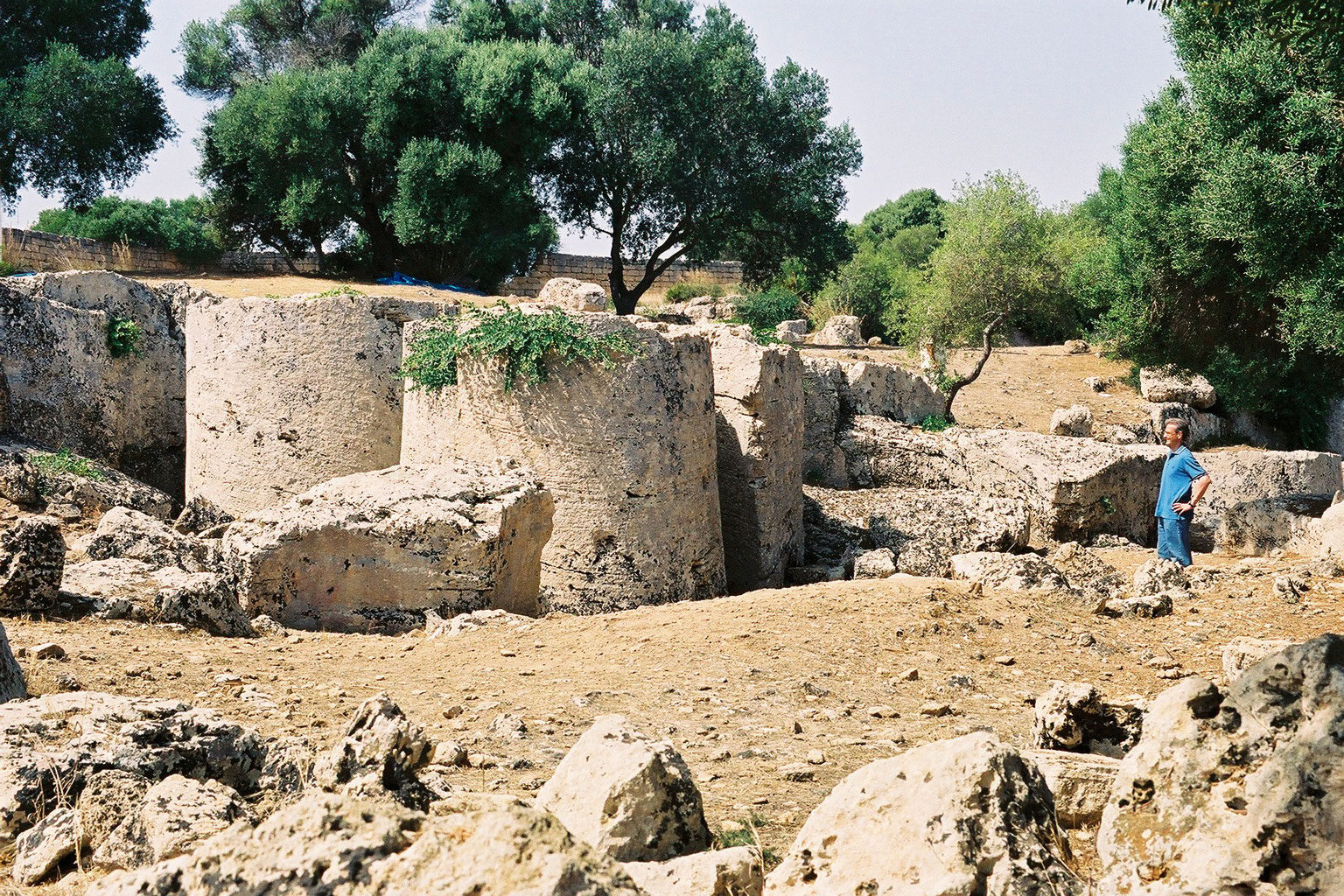
Säulentrommel(n) in Cave di Cusa (73 t)

### Römische Monolithen

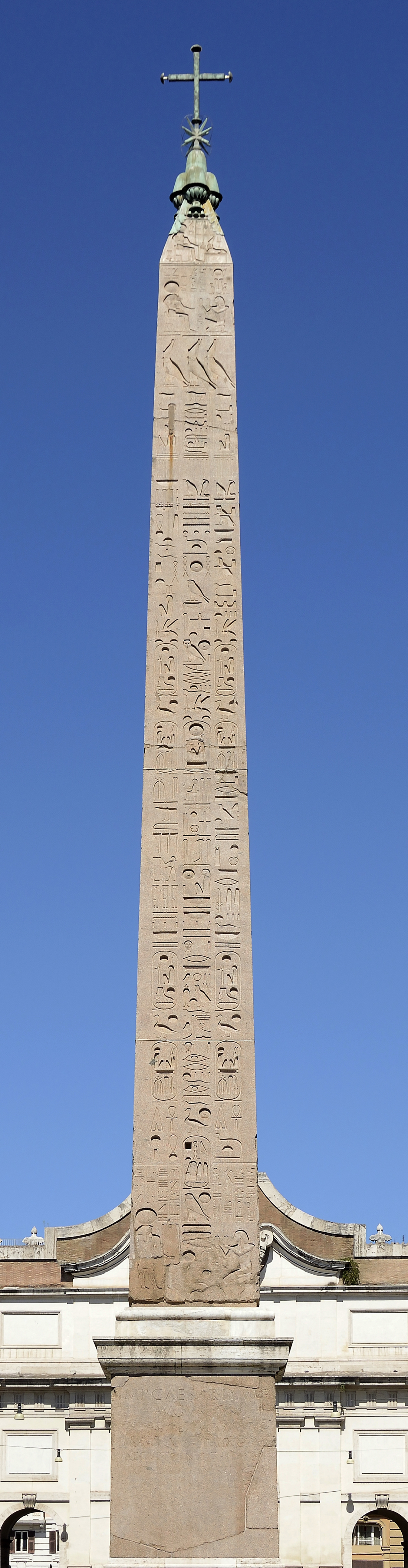
Obelisco Flaminio (263 t)
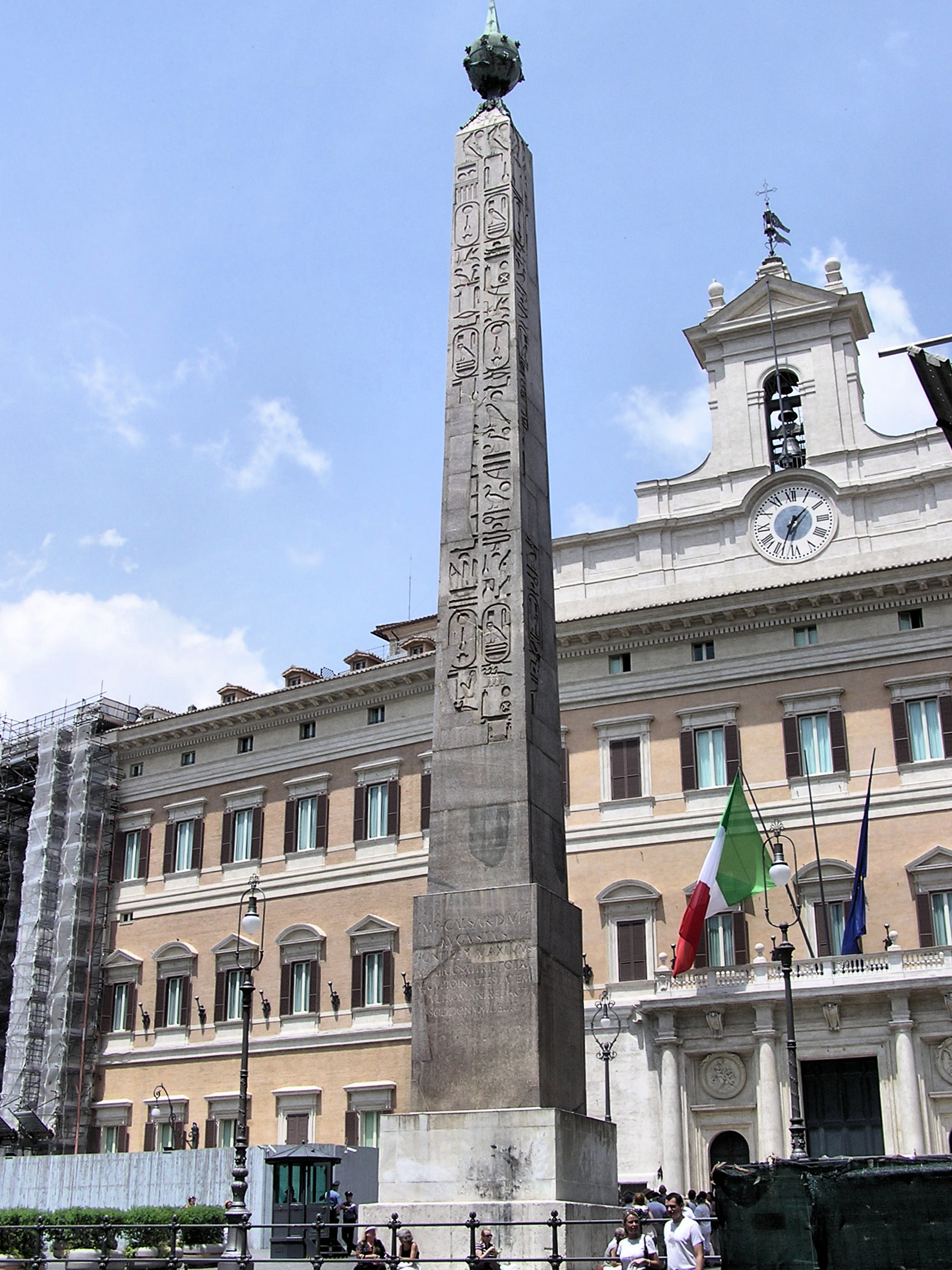
Obelisco di Montecitorio (230 t)
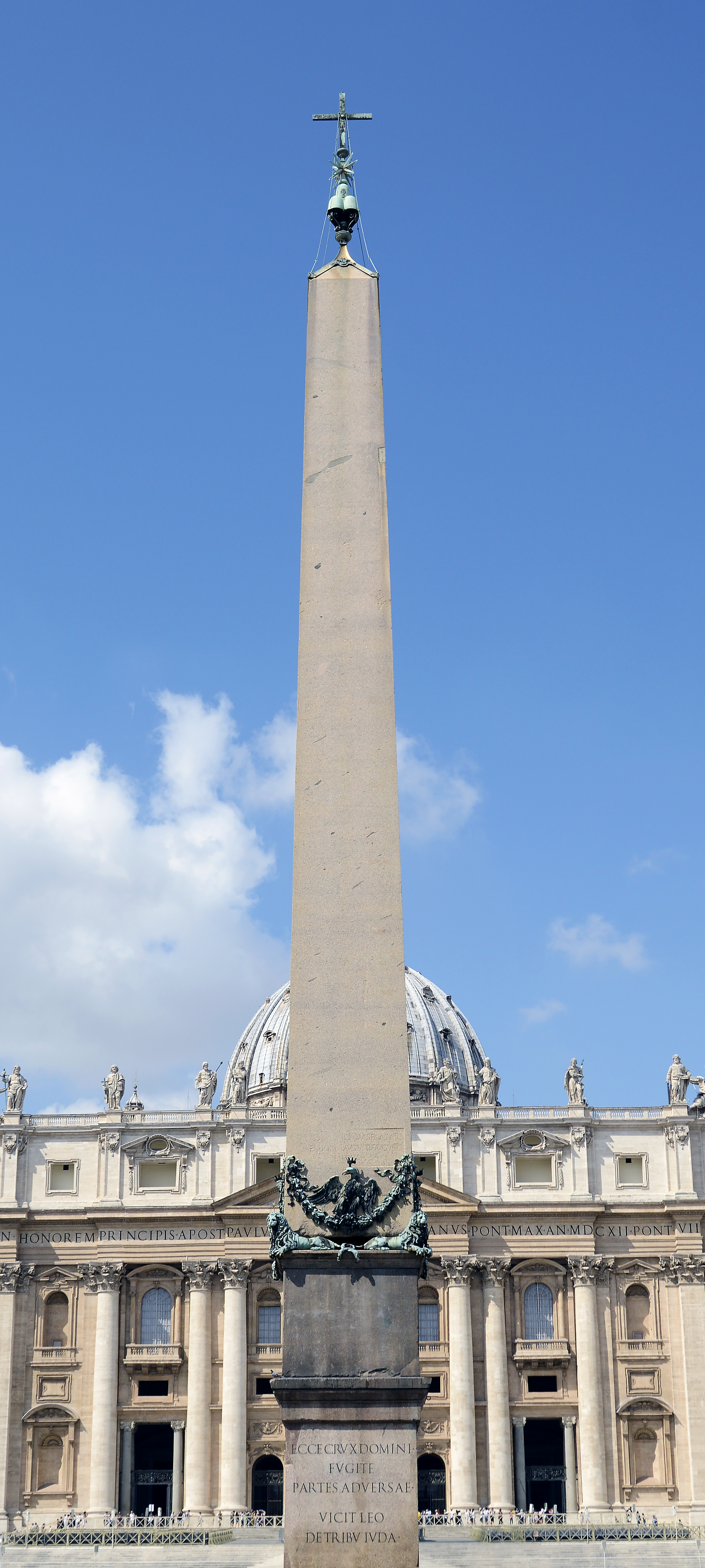
Vatikanischer Obelisk (330 t)
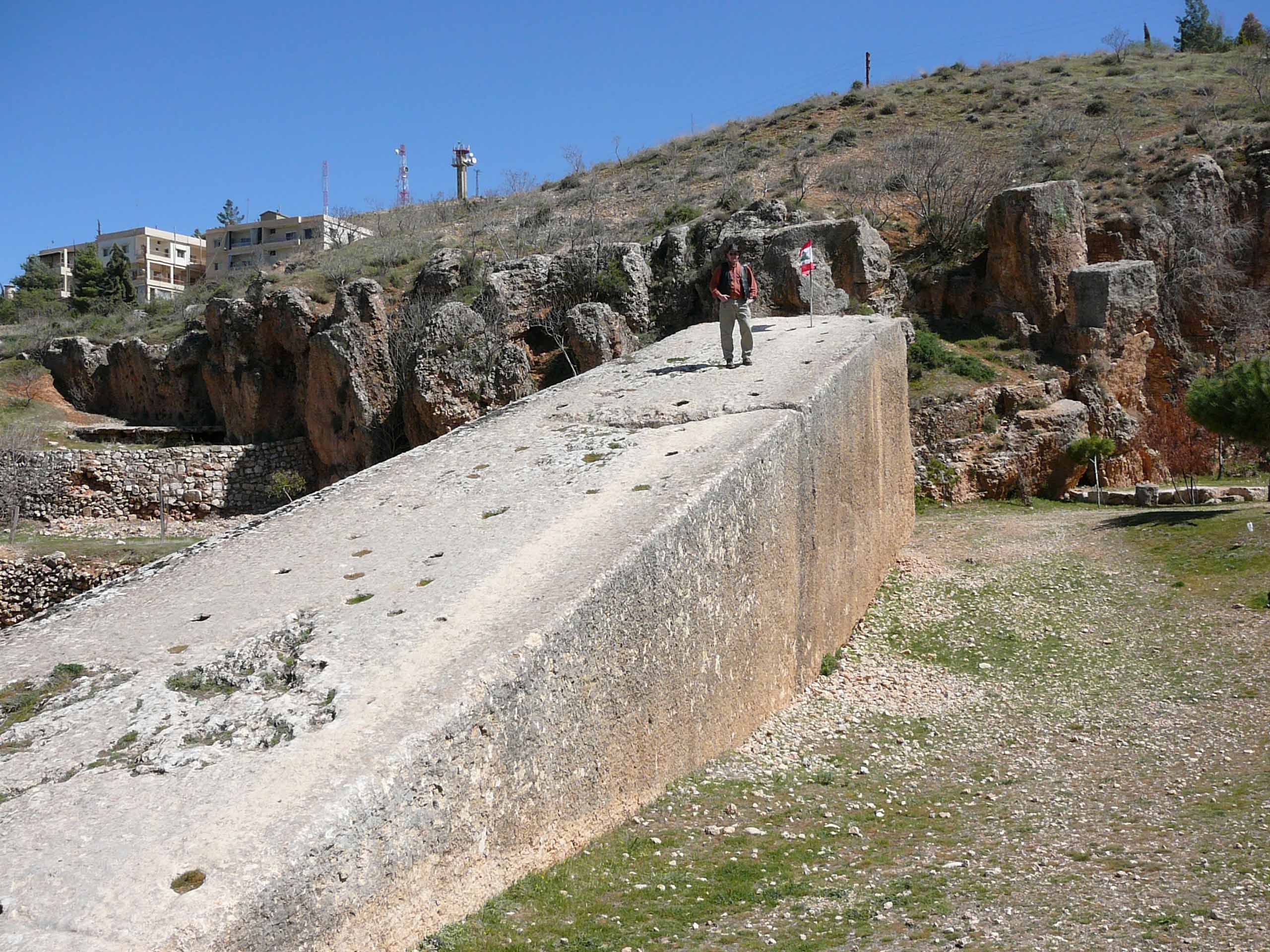
Stein der schwangeren Frau (≈1.000 t)
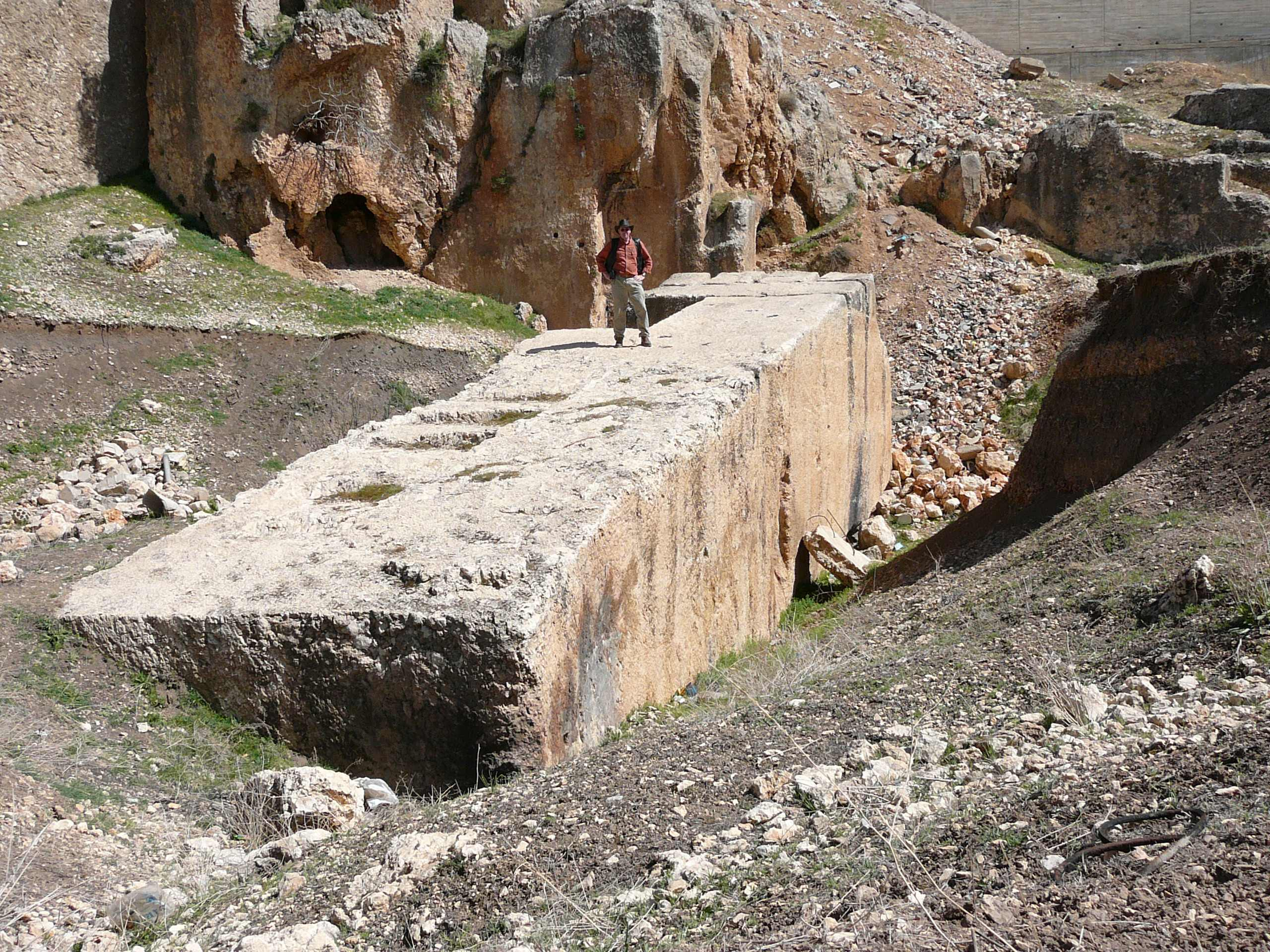
Unbenannter Monolith (1.242 t)
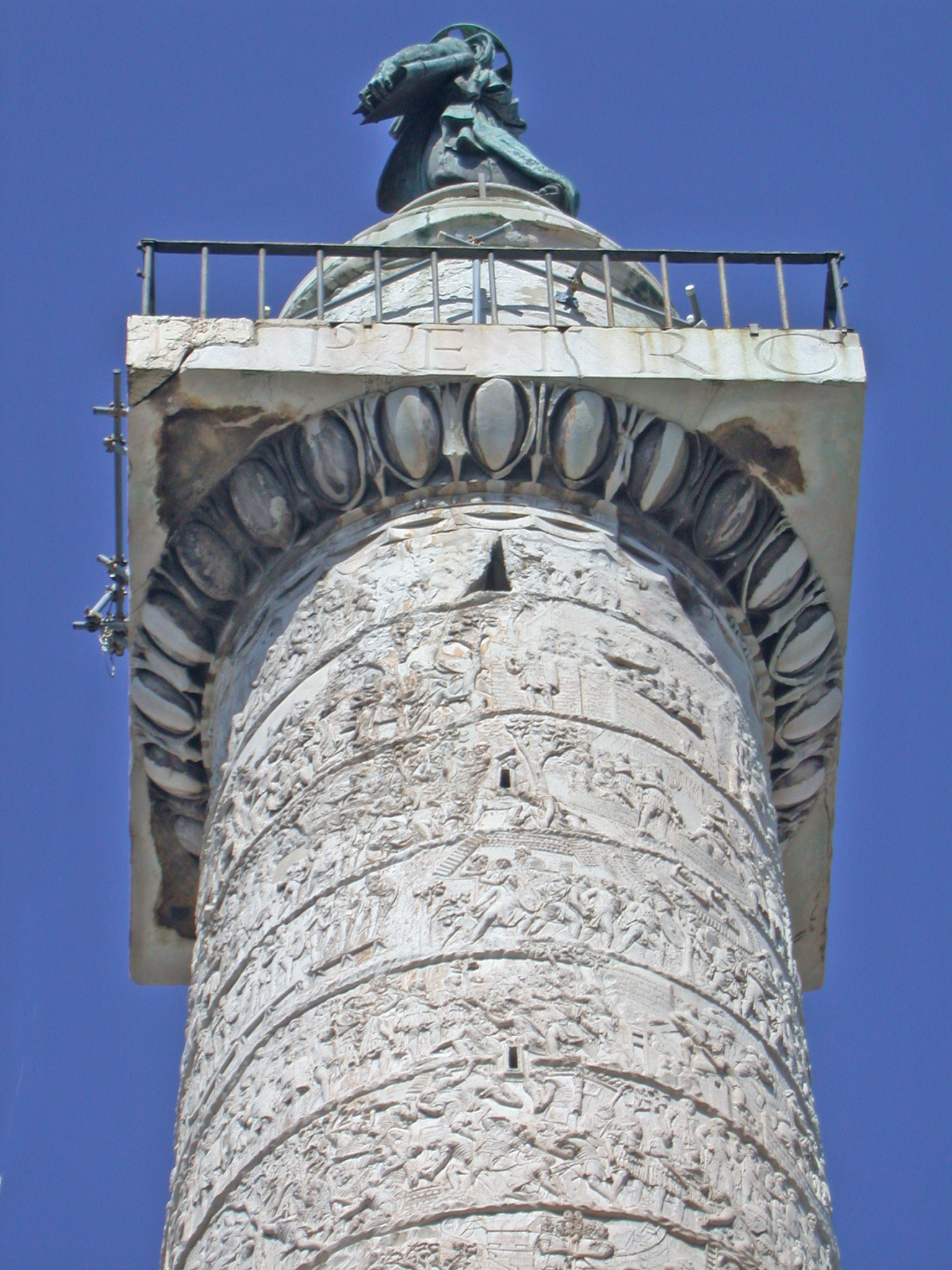
Kapitell der Trajanssäule (53,3 t)
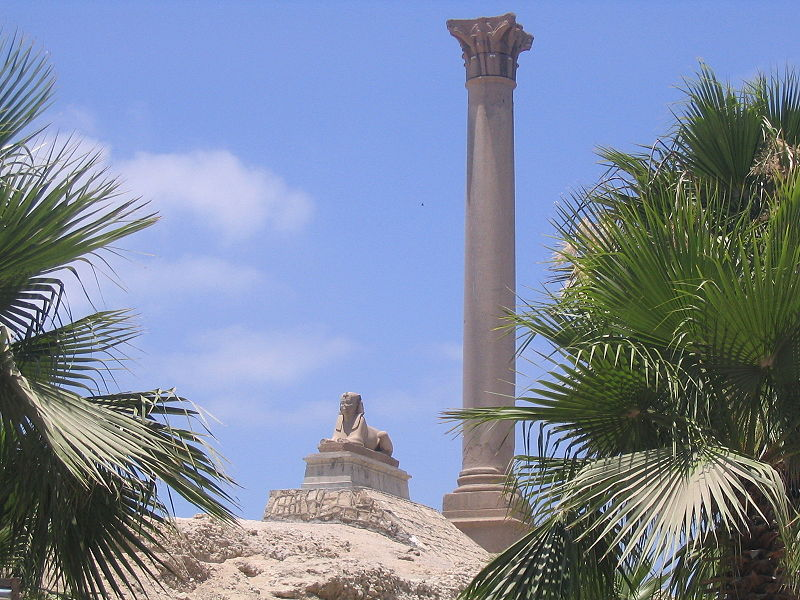
Schaft der Pompeiussäule (285 t)
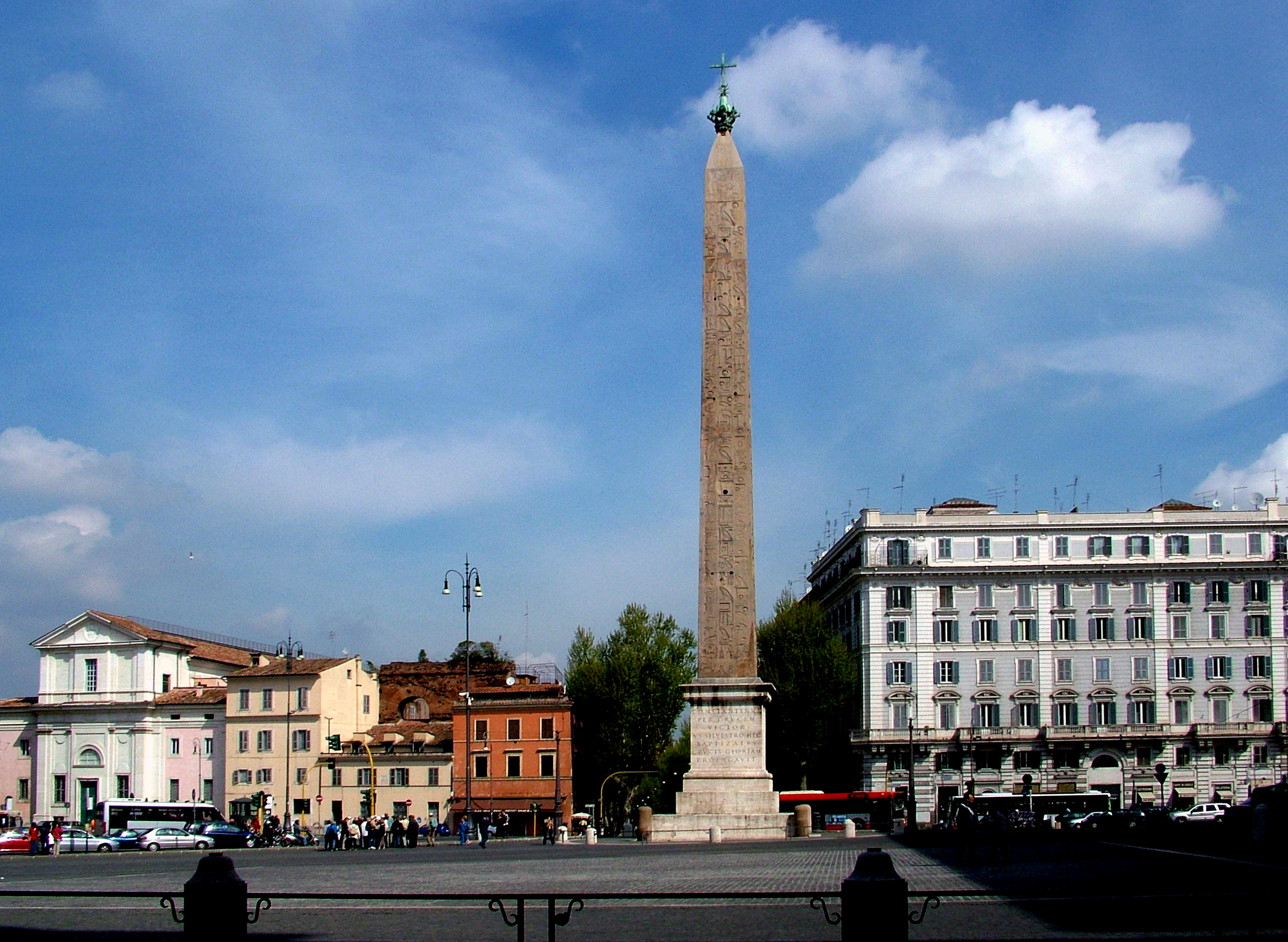
Lateranischer Obelisk (500 t)